# Wasielewski

Wappen derer von Wasielewski

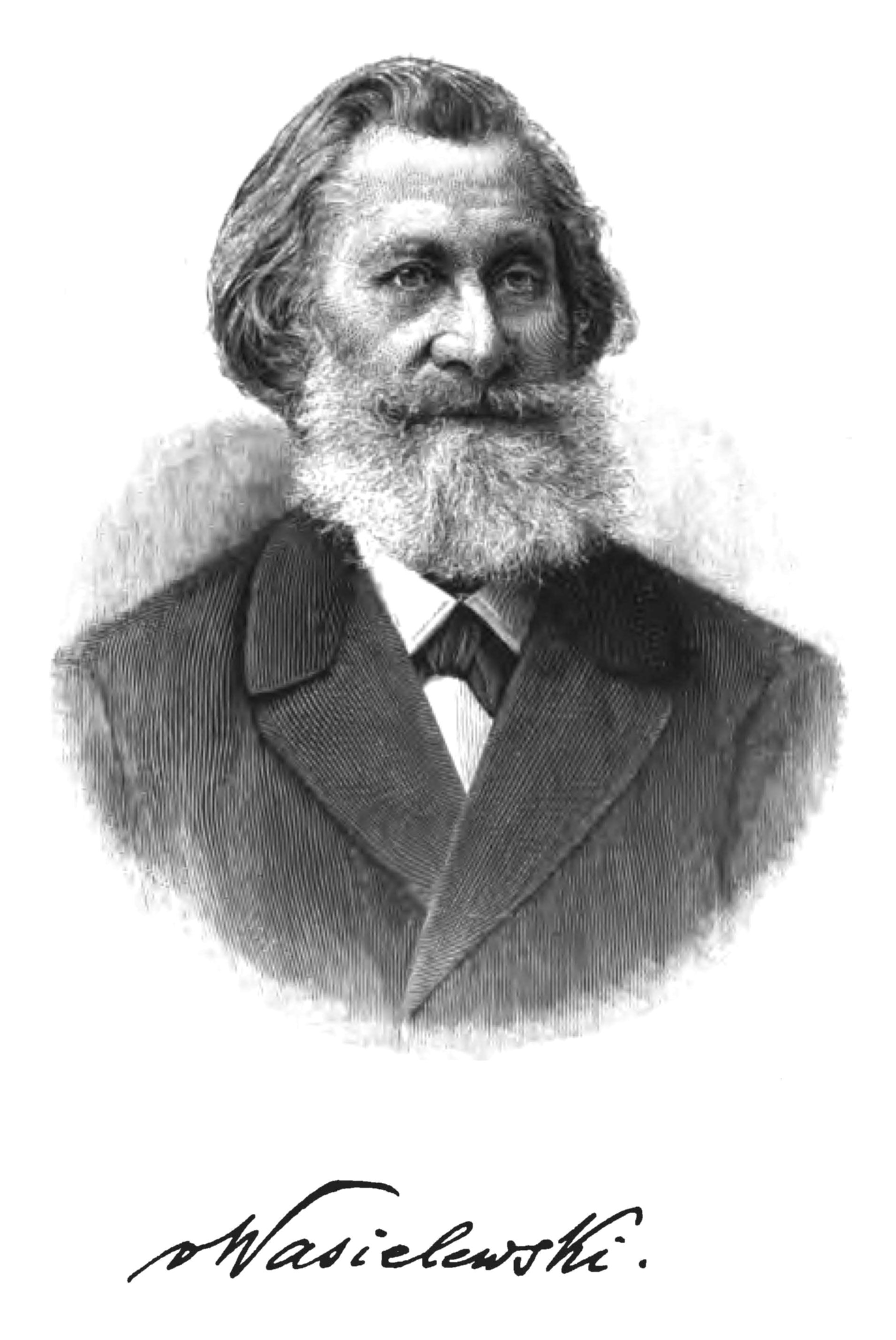
Wilhelm Joseph von Wasielewski

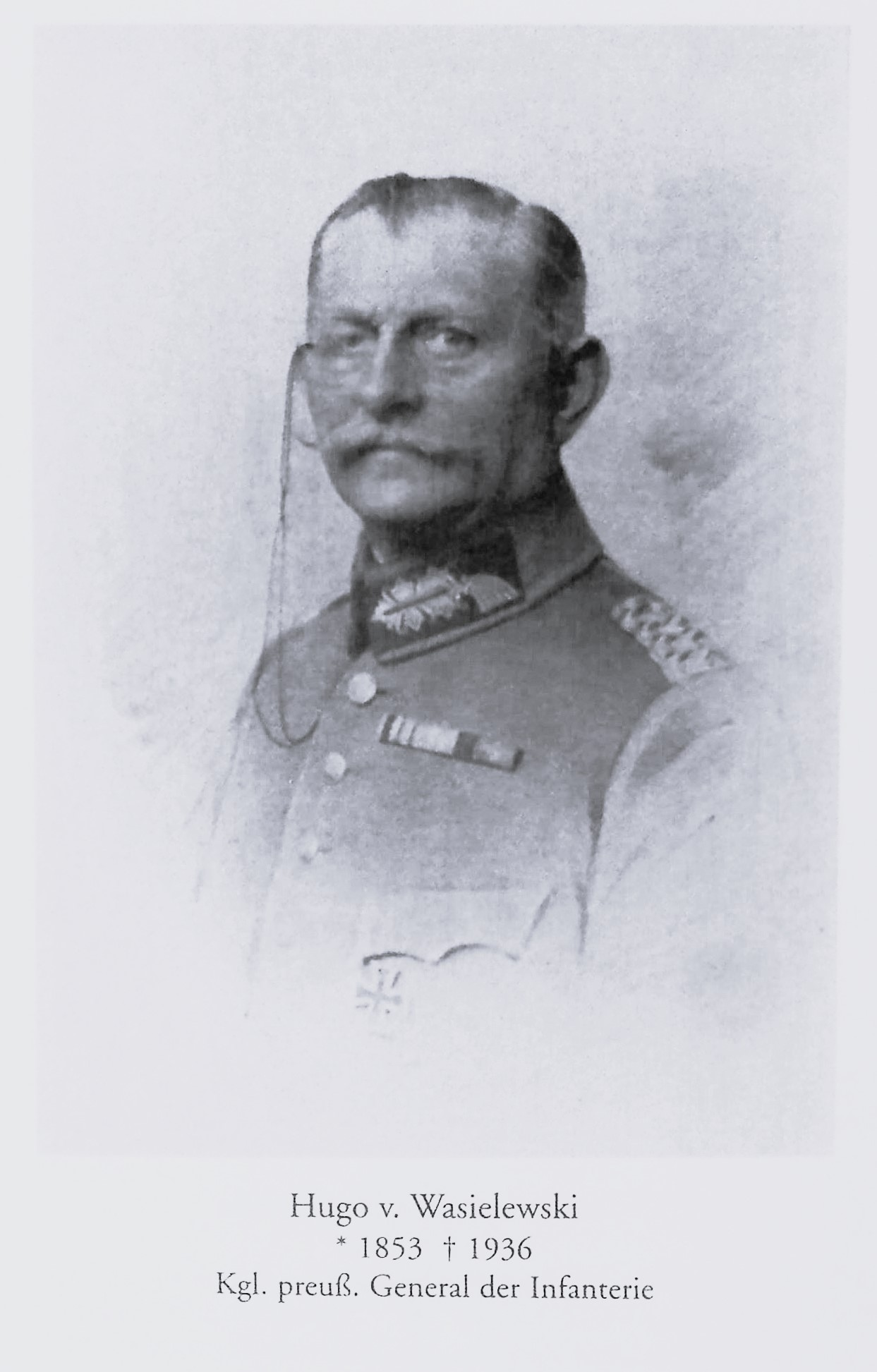
Hugo von Wasielewski

Wasielewski ist der Name eines ursprünglich polnischen Adelsgeschlechts.

## Geschichte
Die Familie von Wasielewski ist ein katholisches und evangelisches Adelsgeschlecht, das erstmals 1531 mit Nicolaus Wasilewski in einer Urkunde des Königs Sigismund I. für die Stadt Lublin erscheint.
Nicolaus Wasilewski kämpfte 1568 gegen Iwan IV. (der Schreckliche) vor Moskau.
Hieronymus Wasielewski ist 1601 belegt als Stolnik (Truchsess) von Wolkowysk.
Im Königreich Preußen setzte sich im 18. Jahrhundert die Schreibweise Wasielewski durch.
Die preußische Stammreihe beginnt mit Thaddäus von Wasielewski (1739–1803).
Legitimation bei der galizischen Landtafel als Ritter am 26. Oktober 1789 für Thomas von Wasielewski.
Ansässig auf Lubowice bei Wągrowiec im ehemaligen Großherzogtum Posen.

## Wappen
Die Familie gehört zum Stammwappen ROGALA: „zwei Hörner“, dem „Hirschhorn“ gemehrt um ein „Büffelhorn“ (norm.-germ.-balt.: „Rogala“). Beide Hörner stehen. Das Horn vom Hirsch hat 3, 4, häufig 5, auch 6 und 7 Enden, das vom Büffel, auch als Ur, Stier oder Wisent angesprochen, kommt geschlossen oder offen mit Mundstück als Rufhorn, Kriegshorn oder Tuba vor. Die Hörner stehen im ungespaltenen Schild vereinzelt oder mit Grind zusammengewachsen, als auch vereinzelt im gespaltenen Schild. In Siebmacher`s Wappenbuch, Stand 1878, gibt es zwei heraldisch unterschiedliche Wappendarstellungen, Wasielewski I und II betitelt; die wiederum nicht mit der Rogalaform identisch sind.

## Bekannte Familienmitglieder
- Alma von Wasielewski (1827–1871), deutsche Pianistin
- Carl Heinrich von Wasielewski (1811–1873), preußischer Oberst z.D.
- Eberhard Wilhelm von Wasielewski (1920–2015), deutscher Mikrobiologe, Schriftsteller
- Julius von Wasielewski (1857–1938), preußischer Generalmajor
- Heinrich von Wasielewski (1825–1914), preußischer Kapitänleutnant
- Hugo von Wasielewski (1853–1936), preußischer General der Infanterie
- Theodor von Wasielewski (1868–1941), deutscher Arzt, Parasitologe
- Waldemar von Wasielewski (1875–1959), deutscher Schriftsteller
- Wilhelm Joseph von Wasielewski (1822–1896), Violinist, Dirigent und Musikwissenschaftler
- Wilhelm Traugott von Wasielewski (1878–1956), deutscher Maler und Zeichner